# Нагорное (Приморский край)
Наго́рное — село в Пожарском районе Приморского края. Административный центр и единственный населённый пункт Нагорненского сельского поселения.

## География
Село Нагорное стоит между реками Сахалинка (слева) и Большая Сахалинка (справа), обе — левые притоки Бикина.
Дорога к селу Нагорное идёт на юго-восток от посёлка Лучегорск, расстояние около 18 км.

## История
До 1972 года село носило название Большой Силан. Переименовано после вооружённого конфликта за остров Даманский.

## Население
| 2002 | 2005 | 2010 | 2011 | 2012 | 2013 | 2014 |
| ---- | ---- | ---- | ---- | ---- | ---- | ---- |
| 846  | ↗848 | ↘749 | ↘745 | ↘744 | ↘726 | ↘717 |
| 2015 | 2016 | 2017 | 2018 | 2019 | 2020 | 2021 |
| ↘704 | ↗707 | ↘672 | ↘665 | ↘655 | ↘613 | ↘522 |

## Улицы
| - ул. 22 января, - ул. Ленинская, - ул. Окружная, | - ул. Партизана Петрова, - ул. Партизанская, - ул. Советская, | - ул. Совхозная, - ул. Школьная, - ул. Юбилейная. |

## Экономика
- Сельскохозяйственные предприятия Пожарского района.
- Вдоль автодороги к селу Нагорное — садоводческие участки лучегорцев.